# Altes Brothaus (Bad Reichenhall)
Das Alte Brothaus (auch: Altes Brodhaus) ist ein Gebäude in Bad Reichenhall. 
Dort befand sich vom 14. bis zum 19. Jahrhundert der gemeinsame Brotverkaufsladen der Reichenhaller Bäcker.
Das Brothaus steht unter Denkmalschutz und ist unter der Nummer D-1-72-114-85 in die Bayerische Denkmalliste eingetragen. Es liegt zudem im Ensemble Poststraße, das als Bauensemble ebenfalls unter Denkmalschutz steht.

## Geschichte
Um 1500 errichtete die Stadtgemeinde das Brothaus, in dem die von den damals 17 Bäckern der Stadt angelieferten Backwaren treuhändisch verkauft wurden.
Beim letzten großen Stadtbrand in Bad Reichenhall in der Nacht vom 8. auf den 9. November 1834 wurden von 302 Häusern der Stadt nur 24 von den Flammen verschont. Im Zuge des Wiederaufbaus wurde das Alte Brothaus auf den alten Fundamenten neu aufgebaut. 
1925 wurde die Fassade durch Lothar Korvin gestaltet.
Den Luftangriff auf Bad Reichenhall am 25. April 1945, der die obere Poststraße völlig zerstörte, überstand das Brothaus unbeschadet.

## Beschreibung
Beim Alten Brothaus handelt es sich um einen dreigeschossigen Eckbau mit Walmdach und Eckerker, der nach dem Stadtbrand von 1834 auf älteren Fundamenten neu errichtet wurde. 
Die Fassadenbemalung gestaltete Lothar Korvin um 1925. Die Motive zeigen u. a. den Stadtbrand, die Saline vor dem Stadtbrand, die damals neue, heute Alte Saline, einen Gebirgsschützen mit Bayerischer Rautenfahne und dem Stadtwappen sowie mehrere Handwerkszünfte, die im Zusammenhang mit der Salzerzeugung in der Saline stehen. Die Fassade ist zudem mit aufgemalten Säulen gegliedert.
Das Alte Brothaus wird heute als Wohn- und Geschäftshaus genutzt.

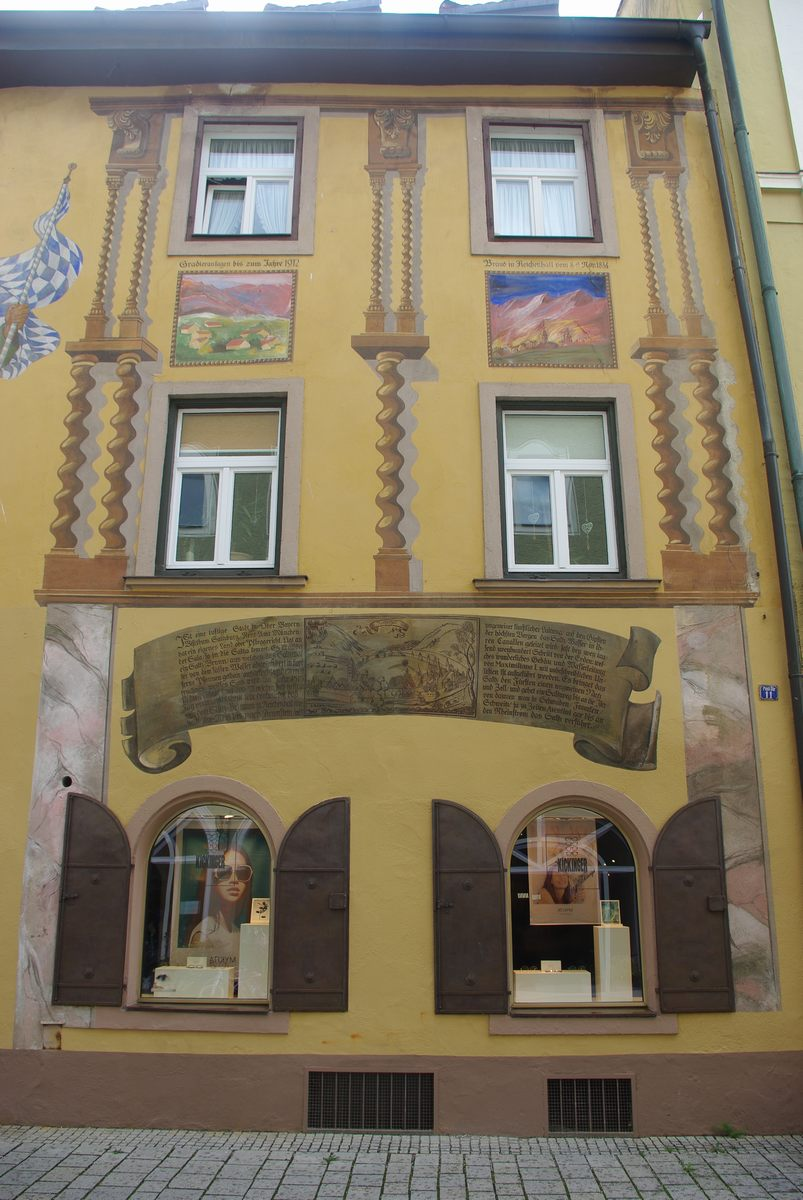
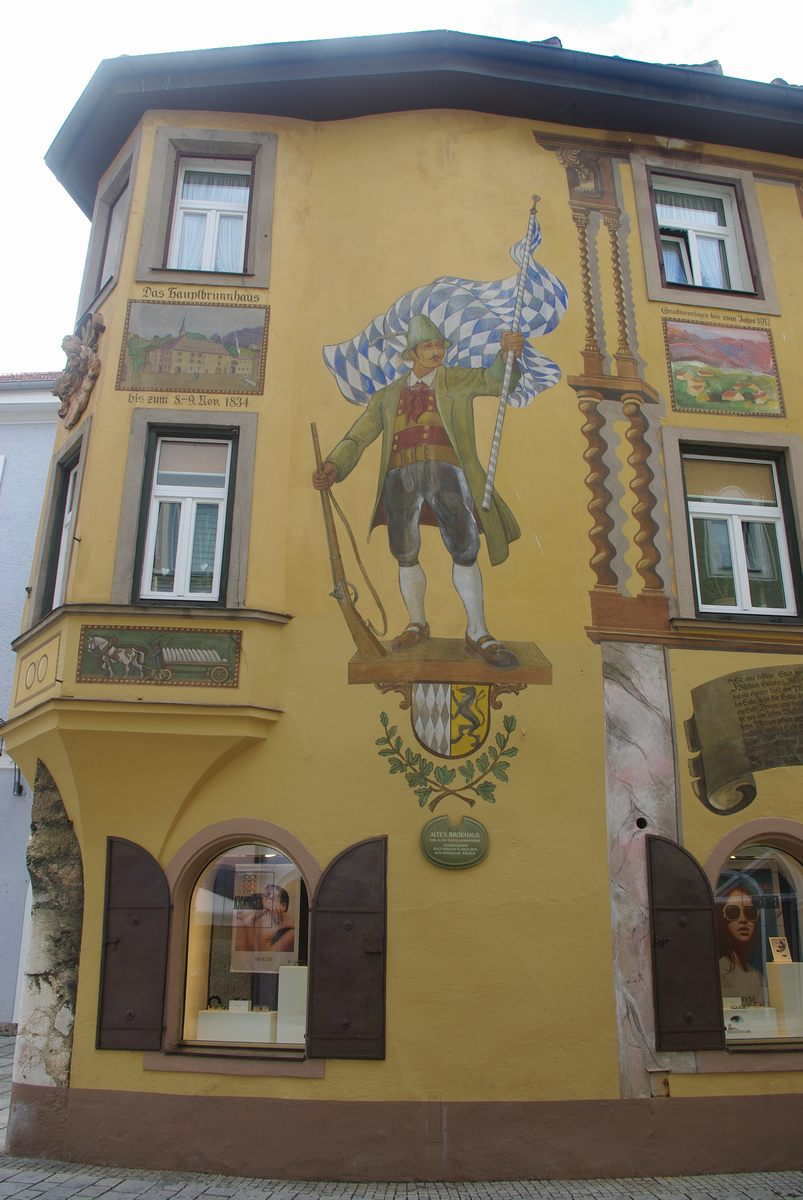
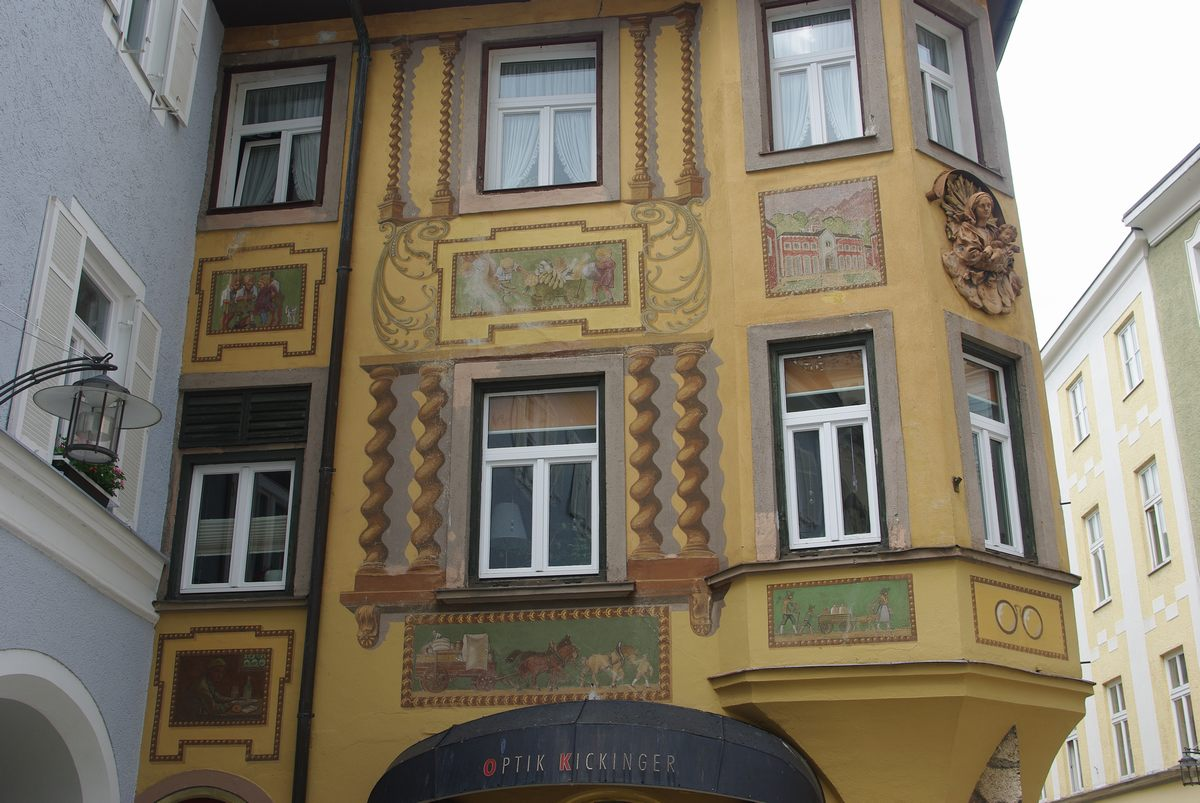

## Lage
Das Alte Brothaus liegt an der nördlichen Ecke Rathausplatz und Poststraße und damit an der Grenze der Ensembles Rathausplatz und Poststraße.